# Park Narodowy Glass House Mountains
Park Narodowy Glass House Mountains (ang. Glass House Mountains National Park) – park narodowy obejmujący pasma górskiego Glass House Mountains, położony w stanie Queensland w Australii. Najwyższą górą jest Mount Beerwah o wysokości 556 m n.p.m. Nazwę pasmu górskiemu nadał James Cook, ponieważ ich kształt przypominał mu piece hut szkła w jego rodzinnym Yorkshire. Geologicznie są to zastygłe 26 mln lat temu kominy wulkaniczne.